# فلوری دی نالو
فلوری دی نالو (فرانسوی: Fleury Di Nallo‎؛ زادهٔ ۲۰ آوریل ۱۹۴۳) بازیکن سابق فوتبال اهل فرانسه است.
از باشگاه‌هایی که در آن بازی کرده‌است می‌توان به باشگاه فوتبال مون‌پلیه و باشگاه فوتبال المپیک لیون اشاره کرد.
وی همچنین در تیم ملی فوتبال فرانسه بازی کرده‌است.